# Пролив Святого Георгия (Папуа — Новая Гвинея)
Пролив Святого Георгия (англ. Saint George's Channel) — пролив, разделяющий входящие в архипелаг Бисмарка острова Новая Британия (на западе; ранее назывался Новая Померания) и Новая Ирландия (на востоке; ранее назывался Новый Мекленбург). Пролив назван в честь пролива Святого Георгия, разделяющего Ирландию и Великобританию.

## История
Первым европейцем, который побывал в проливе, был британский мореплаватель Уильям Дампир, который, однако, не высаживался на берег из-за враждебности коренных жителей, а пролив принял за залив. 29 августа 1767 года Филипп Картерет, мореплаватель с Джерси, прибыл в пролив и официально присвоил ему имя Святого Георгия от имени Британского Адмиралтейства.
Во время Второй мировой войны пролив Святого Георгия использовался Императорском флотом Японии для обеспечения судоходства из Рабаула в Тихом океане и для обеспечения сопровождения кораблей на Соломоновы острова. С 31 декабря 1942 по 26 октября 1944 года союзная авиация совершала авианалёты на позиции японских войск, занявших мыс Сент-Джордж и контролировавших пролив Святого Георгия. Кульминацией стал бой у мыса Сент-Джордж, в ходе которого американский флот нанёс поражение японскому и предопределил потерю японцами Соломоновых островов.